# 新潟県道101号亀田停車場線
新潟県道101号亀田停車場線（にいがたけんどう101ごう かめだていしゃじょうせん）は、新潟県新潟市江南区内の一般県道である。

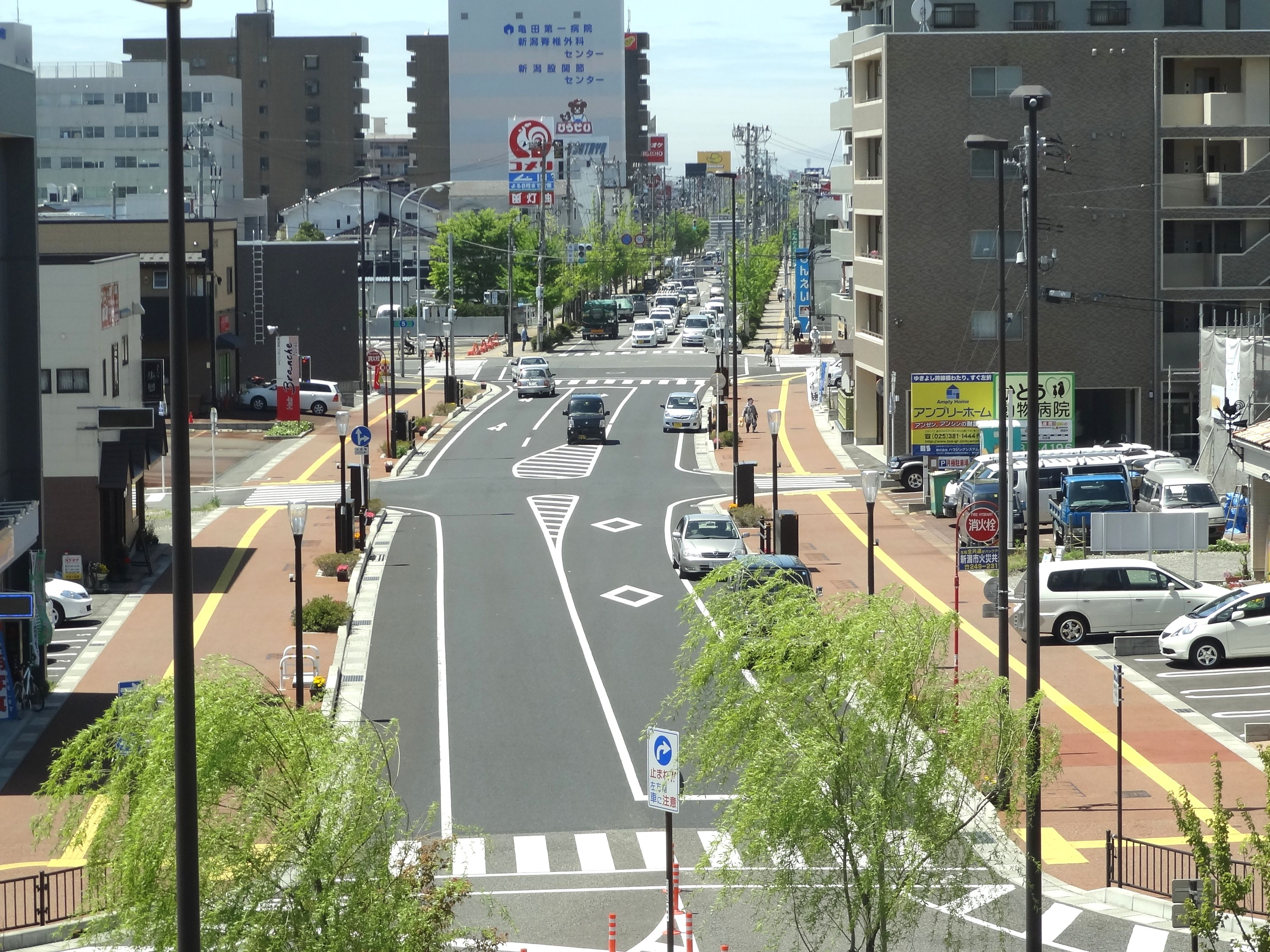
新潟県道101号全景

## 概要
信越本線の亀田駅西口から西進し、県道5号（旧49号）、同16号（亀田大通り）を結ぶ。
かつては道幅がやや狭隘な単車線の道路で、朝夕のラッシュ時などには歩行者と自動車の往来が多く安全性の問題が指摘されていた。しかし2004年（平成16年）から「亀田駅周辺整備事業」「亀田駅西土地区画整理事業」の一環で大規模な改修が行われ、沿道の住宅・店舗を撤去・移転した上で拡幅し、歩道と右折車線の増設などを行い、2009年（平成21年）末に全面竣工した。

### 路線データ
- 起点：新潟市江南区東船場一丁目（=亀田駅西口）
- 終点：新潟市江南区東船場一丁目（=亀田駅前交差点、新潟県道5号新潟新津線および新潟県道16号新潟亀田内野線交点）

## 路線状況

### 通称
- 亀田駅前通り

## 地理

### 通過する自治体
- 新潟県
新潟市（江南区）

### 交差する道路
- 新潟県道5号新潟新津線（亀田駅前交差点）
- 新潟県道16号新潟亀田内野線＜亀田大通り＞（同）